# Wallonische Parlamentswahl 1995
- Ecolo: 8
- PS: 30
- PRL-FDF: 19
- PSC: 16
- FN: 2

Die Wallonische Parlamentswahl 1995 fand am 21. Mai statt. Es war die erste Direktwahl einer Volksvertretung für die Region Wallonien in Belgien. Die gewählte Versammlung trug anfangs noch die Bezeichnung „Wallonischer Rat“ (Conseil de la Région wallonne), nannte sich aber im Laufe des Jahres 1995 in „Wallonisches Parlament“ (Parlement wallon) um. Die Direktwahl war Folge der 1993 in Kraft getretenen vierten Staatsreform Belgiens, die Belgien von einem aus Provinzen bestehenden Einheitsstaat in einen aus drei Regionen bestehenden Bundesstaat umwandelte.
Am selben Tag fanden auch die Wahl des belgischen Parlaments, die flämische Parlamentswahl und die Wahl des Rats der Region Brüssel-Hauptstadt statt.

## Teilnehmende Parteien und Listenverbindungen
Die folgenden 25 Parteien und Wahllisten nahmen an der Wahl teil:
- Parti Socialiste (PS)
- Parti Réformateur Libéral – Front démocratique des francophones (PRL-FDF)
- Ecolo
- Parti Social Chrétien (PSC)
- Front National (FN)
- Parti du Travail de Belgique – Unité anticapitaliste (PTB-UA)
- Agir
- Parti Communiste (PC)
- Unitariste et Centriste (Unie)
- Partei der deutschsprachigen Belgier (PDB)
- Emploi
- France
- Belgique Europe Belgïe (B.E.B)
- Solidarité, Universalité, Démocratie et Droits de l’homme – Belgique Europe Belgïe (SUD-BEB)
- Parti Communautaire National-Européen (PCN)
- Union démocratique des francophones (U.D.F.)
- Blanc
- Rénovateurs (R)
- ADM
- Ligue
- LETD
- U.C.D.
- Référendum (REF)
- Intérêt national (I.N.)

Die großen Parteien PS (Sozialistische Partei), die liberale Listenverbindung PRL-FDF (Parti Réformateur Libéral-Front démocratique des francophones), die christdemokratische PSC (Parti Social Chrétien) und die grüne Partei Ecolo stellten in allen 13 Wahlkreisen Listen auf. Die linkssozialistische PTB-UA (Parti du Travail de Belgique – Unité anticapitaliste) kandidierte ebenfalls in allen Wahlkreisen. Auch der rechtsradikale Front National reichte in alle Wahlkreisen Kandidatenseiten ein, allerdings wurde der FN-Vorschlag im Wahlkreis Nivelles aufgrund eines Einspruchs nicht zugelassen. Kandidatenlisten des rechtsextremen AGIR gab es in den sechs Wahlkreisen Mons, Tournai-Ath-Mouscron, Thuin, Liège, Huy-Waremme und Verviers. UNIE kandidierte ebenfalls in sechs Wahlkreisen (Nivelles, Mons Huy-Waremme, Verviers, Neufchâteau-Virton und Namur), die Listen SUD-BEB in fünf (Nivelles, Huy-Waremme, Verviers, Namur und Dinant-Philippeville), PCN ebenfalls in fünf (Nivelles, Charleroi, Thuin, Liège et Namur), die Kommunistische Partei (PCB) in vier in der Provinz Hennegau (Mons, Charleroi, Soignies und Thuin) und die Liste Wallon in zwei (Charleroi und Thuin). Das restliche Dutzend Parteien kandidierte in nur jeweils einem Wahlkreis: PDB, BLANC und REF in Verviers; EMPLOI, R und IN in Mons; FRANCE, LETD, LIGUE und UCD in Lüttich; UDF in Nivelles; sowie ADM in Tournai-Ath-Mouscron.

## Wahlsystem
Die 75 Abgeordneten des wallonischen Parlaments wurden in 13 Wahlkreisen gewählt, die sich auf die fünf wallonischen Provinzen verteilten. Die Wahlkreisgrenzen entsprachen denen der alten Wahlkreise Walloniens bis 1991, mit Ausnahme des Wahlkreises Nivelles, der im Zuge der Bildung der Provinz Wallonisch-Brabant neu geschaffen worden war.

Wahlkreise und zu wählende Abgeordnete

| Provinz            | Wahlkreise                                          | Zu wählende Abgeordnete |
| ------------------ | --------------------------------------------------- | ----------------------- |
| Wallonisch-Brabant | Nivelles                                            | 07                      |
| Hennegau           | Mons Charleroi Tournai-Ath-Mouscron Soignies Thuin  | 06 10 07 04 03          |
| Namur              | Namur Dinant-Philippeville                          | 06 03                   |
| Lüttich            | Lüttich Huy-Waremme Verviers                        | 14 04 06                |
| Luxemburg          | Arlon–Marche-en-Famenne–Bastogne Neufchâteau–Virton | 03 02                   |

## Ergebnis

Gewählte Abgeordnete nach Parteien in den Wahlkreisen

| Partei                                          | Partei                                          | Stimmen   | Stimmen  | Sitze | Sitze   |
| Partei                                          | Partei                                          | Zahl      | in %     | Zahl  | in %    |
| ----------------------------------------------- | ----------------------------------------------- | --------- | -------- | ----- | ------- |
|                                                 | PS                                              | 665.986   | 35,31 %  | 30    | 40,0 %  |
|                                                 | PRL-FDF                                         | 447.542   | 23,73 %  | 19    | 25,3 %  |
|                                                 | PSC                                             | 407.741   | 21,62 %  | 16    | 21,3 %  |
|                                                 | Ecolo                                           | 196.988   | 10,44 %  | 8     | 10,7 %  |
|                                                 | FN                                              | 96.574    | 5,12 %   | 2     | 2,7 %   |
|                                                 | Agir                                            | 16.507    | 0,88 %   | 0     | 0,0 %   |
|                                                 | PTB-UA                                          | 12.726    | 0,67 %   | 0     | 0,0 %   |
|                                                 | PC                                              | 6.336     | 0,34 %   | 0     | 0,0 %   |
|                                                 | Wallon                                          | 6.195     | 0,33 %   | 0     | 0,0 %   |
|                                                 | Unie                                            | 6.002     | 0,32 %   | 0     | 0,0 %   |
|                                                 | PDB                                             | 5.271     | 0,28 %   | 0     | 0,0 %   |
|                                                 | Emploi                                          | 2.564     | 0,14 %   | 0     | 0,0 %   |
|                                                 | France                                          | 2.492     | 0,13 %   | 0     | 0,0 %   |
|                                                 | B.E.B                                           | 2.135     | 0,11 %   | 0     | 0,0 %   |
|                                                 | SUD-BEB                                         | 1.979     | 0,10 %   | 0     | 0,0 %   |
|                                                 | PCN                                             | 1.820     | 0,10 %   | 0     | 0,0 %   |
|                                                 | U.D.F.                                          | 1.558     | 0,08 %   | 0     | 0,0 %   |
|                                                 | Blanc                                           | 1.272     | 0,07 %   | 0     | 0,0 %   |
|                                                 | R                                               | 1.180     | 0,06 %   | 0     | 0,0 %   |
|                                                 | ADM                                             | 1.007     | 0,05 %   | 0     | 0,0 %   |
|                                                 | Ligue                                           | 707       | 0,04 %   | 0     | 0,0 %   |
|                                                 | LETD                                            | 649       | 0,03 %   | 0     | 0,0 %   |
|                                                 | U.C.D.                                          | 405       | 0,02 %   | 0     | 0,0 %   |
|                                                 | REF                                             | 397       | 0,02 %   | 0     | 0,0 %   |
|                                                 | I.N.                                            | 220       | 0,01 %   | 0     | 0,0 %   |
| Gültige Stimmen                                 | Gültige Stimmen                                 | 1.891.134 | 92,1 %   |       |         |
| Ungültige Stimmen                               | Ungültige Stimmen                               | 162.900   | 7,9 %    |       |         |
| Abgegebene Stimmen                              | Abgegebene Stimmen                              | 2.054.034 | 100,00 % | 75    | 100,0 % |
| Anzahl der Wahlberechtigten und Wahlbeteiligung | Anzahl der Wahlberechtigten und Wahlbeteiligung | 2.269.135 | 92,1 %   |       |         |

## Regierungsbildung
Rein rechnerisch waren nach der Wahl in Wallonien zwei Koalitionen möglich: eine Koalition aus Sozialisten und Christsozialen mit zusammen 46 der 75 Sitze, oder ein Bündnis aus Sozialisten und Liberaldemokraten (PRL-FDF) mit zusammen 49 von 75 Sitzen. Die Verhandlungen zur Regierungsbildung in Wallonien und in Flandern fanden in enger Abstimmung mit den Verhandlungen zur Bildung einer gesamtbelgischen Regierung statt. Am 6. Juni 1995 konstituierte sich der neu gewählte wallonische Regionalrat. Zwischen dem 7. und 10. Juni 1995 wurden Koalitionsvereinbarungen zwischen PS und PSC in Wallonien unterzeichnet und am späten Nachmittag des 19. Juni 1995 wurden die personellen Zusammensetzungen der flämischen und wallonischen Regierungen sowie der Regierung der französischen Gemeinschaft veröffentlicht. Am 20. Juni 1995 trat die Regierung Collignon II unter dem PS-Politiker Robert Collignon als erste direkt gewählte Regionalregierung Walloniens ihre Amtszeit an.